# Ніколас Ск'яппакассе
Ніколас Ск'яппакассе (ісп. Nicolás Schiappacasse, нар. 12 січня 1999, Монтевідео) — уругвайський футболіст, нападник клубу «Мірамар Місьйонес».
Виступав за молодіжну збірну Уругваю. 2016 року був визнаний одним із 60 найперспективніших футболістів 1999 року народження за версією The Guardian.

## Клубна кар'єра
Народився 12 січня 1999 року в місті Монтевідео. Вихованець юнацьких команд футбольних клубів «Нуева Пальміра», «Універсаль», а з 2010 року — академії «Рівер Плейт» (Монтевідео).
У дорослому футболі дебютував 2014 року виступами за головну команду останнього, в якій провів два сезони, взявши участь у 24 матчах чемпіонату.
2016 року перспективного юнака запросив до своїх лав мадридський «Атлетіко». Протягом наступних двох років виступав за «Атлетіко Мадрид Б», після чого 2018 року був відданий в оренду до «Райо Махадаонда», а 2019 року — спочатку до італійської «Парми», а згодом до португальського «Фамалікана».
У жовтні 2020 року за 300 тисяч євро перейшов до італійського «Сассуоло». У цій команді пробитися до основного складу не зумів. У березні—серпні 2021 року перебував на умовах оренди на батьківщині у клубі «Пеньяроль», після чого повернувся до Італії.
У складі «Сассуоло» знову не заграв і, провівши за сезон 2021/22 лише одну гру, влітку 2022 року знову повернувся на батьківщину, цього разі уклавши повноцінний контракт з «Мірамар Місьйонес».

## Виступи за збірні
2013 року дебютував у складі юнацької збірної Уругваю (U-15), загалом на юнацькому рівні взяв участь у 33 іграх, відзначившись 14 забитими голами.
Протягом 2016–2019 років залучався до складу молодіжної збірної Уругваю. На молодіжному рівні зіграв у 47 офіційних матчах, забив 21 гол.

## Статистика виступів

### Статистика клубних виступів
Станом на 29 червня 2021
| Сезон                                | Команда                              | Чемпіонат                            | Чемпіонат | Чемпіонат | Національний кубок | Національний кубок | Національний кубок | Континентальні кубки | Континентальні кубки | Континентальні кубки | Інші змагання | Інші змагання | Інші змагання | Усього | Усього |
| Сезон                                | Команда                              | Ліга                                 | Ігор      | Голів     | Ліга               | Ігор               | Голів              | Ліга                 | Ігор                 | Голів                | Ліга          | Ігор          | Голів         | Ігор   | Голів  |
| ------------------------------------ | ------------------------------------ | ------------------------------------ | --------- | --------- | ------------------ | ------------------ | ------------------ | -------------------- | -------------------- | -------------------- | ------------- | ------------- | ------------- | ------ | ------ |
| 2014–15                              | «Рівер Плейт» (Монтевідео)           | ПД                                   | 7         | 1         | -                  | -                  | -                  | ПК                   | 0                    | 0                    | -             | -             | -             | 7      | 1      |
| 2015–16                              | «Рівер Плейт» (Монтевідео)           | ПД                                   | 17        | 3         | -                  | -                  | -                  | ЛЧ                   | 8                    | 0                    | -             | -             | -             | 25     | 3      |
| Усього за «Рівер Плейт» (Монтевідео) | Усього за «Рівер Плейт» (Монтевідео) | Усього за «Рівер Плейт» (Монтевідео) | 24        | 4         |                    | -                  | -                  |                      | 8                    | 0                    |               | -             | -             | 32     | 4      |
| 2016–17                              | «Атлетіко Мадрид Б»                  | ТД                                   | 14        | 3         | -                  | -                  | -                  | -                    | -                    | -                    | -             | -             | -             | 14     | 3      |
| 2017–18                              | «Атлетіко Мадрид Б»                  | СДБ                                  | 8         | 0         | -                  | -                  | -                  | -                    | -                    | -                    | -             | -             | -             | 8      | 0      |
| Усього за «Атлетіко Мадрид Б»        | Усього за «Атлетіко Мадрид Б»        | Усього за «Атлетіко Мадрид Б»        | 22        | 3         |                    | -                  | -                  |                      | -                    | -                    |               | -             | -             | 22     | 3      |
| 2018-січ. 2019                       | «Райо Махадаонда»                    | СД                                   | 19        | 1         | КІ                 | 2                  | 0                  | -                    | -                    | -                    | -             | -             | -             | 21     | 1      |
| лют.-трав. 2019                      | «Парма»                              | A                                    | 3         | 0         | КІ                 | -                  | -                  | -                    | -                    | -                    | -             | -             | -             | 3      | 0      |
| 2019–20                              | «Фамалікан»                          | ПЛ                                   | 4         | 0         | КП+КЛ              | 0+0                | 0+0                | -                    | -                    | -                    | -             | -             | -             | 4      | 0      |
| серп.-жовт. 2020                     | «Атлетіко Мадрид Б»                  | СДБ                                  | 0         | 0         | -                  | -                  | -                  | -                    | -                    | -                    | -             | -             | -             | 0      | 0      |
| жовт. 2020–21                        | «Сассуоло»                           | A                                    | 1         | -         | КІ                 | 1                  | 0                  | -                    | -                    | -                    | -             | -             | -             | 2      | 0      |
| Усього за кар'єру                    | Усього за кар'єру                    | Усього за кар'єру                    | 73        | 8         |                    | 3                  | 0                  |                      | 8                    | 0                    |               | -             | -             | 84     | 8      |

## Титули і досягнення
- Чемпіон Південної Америки (U-20): 2017